# Anvil Press Poetry
Anvil Press Poetry — независимое издательство, расположенное в Гринвиче (Великобритания), специализирующееся на поэзии.

## Факты
- Основано в 1968 году Питером Джеем.
- Специализируется на современной английской[1], ирландской и американской поэзии, а также на переводных произведениях — от античной классики до современных авторов.